# Harald Danne
Harald Theodor Danne (* 5. Februar 1955 in Gießen) ist ein deutscher Volljurist und Arbeitsrechtler. Von 1989 bis 2022 an war er Professor an der Technischen Hochschule Mittelhessen (THM). Von 2001 bis 2022 war er Leitender Direktor des Wissenschaftlichen Zentrums Duale Hochschulstudien (StudiumPlus) in Wetzlar. Seit Juni 2021 ist er ehrenamtlicher Kreisbeigeordneter und Dezernent des Lahn-Dill-Kreises für die Bereiche Wirtschaftsförderung und Tourismus.

## Studium und Beruf
Von 1973 bis 1979 studierte Danne Rechtswissenschaft an der Justus-Liebig-Universität Gießen (JLU). 1982 schloss er mit der zweiten juristischen Staatsprüfung am Oberlandesgericht Frankfurt am Main zum Assessor ab. Von 1982 bis 1986 war er wissenschaftlicher Mitarbeiter am Lehrstuhl für Römisches Recht, Bürgerliches Recht, Arbeits- und Sozialrecht an der JLU Gießen. 1986 promovierte er zum Dr. jur., die Dissertation „Das Job-Sharing“ wurde mit dem Dissertationspreis innerhalb der Sektion „Dr.jur. und Dr.rer.pol.“ des akademischen Jahres 1985/1986 ausgezeichnet.
Von 1986 bis 1989 war Danne als stellvertretender Personalleiter bei der Messer Griesheim GmbH – Industriegase – in Düsseldorf tätig. Ab 1989 war er Professor an der Technischen Hochschule Mittelhessen (THM), er lehrte Wirtschafts- und Arbeitsrecht sowie Betriebs- und Unternehmensethik.
Von 2006 bis 2012 war Danne zwei Amtsperioden als Vizepräsident der Technischen Hochschule Mittelhessen zuständig u. a. für Studium und Lehre, Weiterbildung, Prüfungsamt und Studierendensekretariat sowie Hochschulsport.
Von 2001 bis 2022 war Danne Leitender Direktor des Wissenschaftlichen Zentrums Duales Hochschulstudium (ZDH) – StudiumPlus – in Wetzlar sowie an sechs Campus in Mittel- und Nordhessen (Bad Hersfeld, Bad Vilbel, Bad Wildungen, Biedenkopf, Frankenberg Eder, Limburg a.d.Lahn). Das Zentrum der THM bietet in Kooperation mit dem Industrie- und Handelskammer-Verbund Mittelhessen unter Federführung der IHK Lahn-Dill und dem „CompetenceCenter Duale Hochschulstudien“ duale Studiengänge unter der Marke „StudiumPlus“ an. Seit 2015 ist das ZDH zudem für die Weiterbildungsangebote der THM zuständig. Das Netzwerk besteht aus über 1.000 Partnerunternehmen (insbesondere kleine und mittlere Unternehmen), über 2.000 Studierenden und über 5.000 Alumni. StudiumPlus ist somit der größte Anbieter dualer Studiengänge in Hessen – ausgezeichnet durch den Stifterverband für die Deutsche Wissenschaft 2006 und 2013 und mit dem „Duales Studium Hessen Award 2010“ der beiden hessischen Ministerien für Wissenschaft und Kunst sowie Wirtschaft, Energie, Verkehr und Landesentwicklung prämiert. Seit 2022 ist Danne Ehrensenator der THM. 2023 erhielt er den Hessischen Verdienstordens am Bande.

## Engagement
Danne war viele Jahre Mitglied des Fachbereichsrates, Vorsitzender des Prüfungsausschusses und Mitglied des Senats. Ebenfalls viele Jahre war er für die FDP Stadtverordneter, Mitglied des Kreistages und Kreisausschusses sowie Mitglied des Landesfachausschusses für Wissenschaft und Kunst. Unter anderem ist er seit 1996 Mitglied im Rotary Club Wetzlar (Präsident 2016/17), von 2007 bis 2022 im Beirat „Hochschule dual Bayern“ und von 2013 bis 2022 im Steuerungskreis Duales Studium Hessen. Er ist Mitbegründer und war bis 2022 stellvertretender Vorstandsvorsitzender des 2019 gegründeten Verbandes Duales Hochschulstudium Deutschland e.V. Seit 2021 ist er Mitglied in zahlreichen Vorständen und Beiräten.

## Werke (Auszug)
- Danne/Schreier/Wiesner, On the Advantages of Dual Study Programmes for the Acquisition of 21st Century Skills, in: Application-Oriented Higher Education Research, Vol. 6, No. 1, S. 22–27, 2021
- Danne, Das Beste aus zwei Welten. Entwicklung von Qualitätskriterien für die Verzahnung von Theorie und Praxis, in: Duales Studium, 2. Ausgabe, S. 35–45, 2020
- Danne/Schreier/Wiesner, Praxisphasen für die „VUCA-Welt“ neu denken. Crossfunktional und überbetrieblich. in: Duales Studium, Pilotausgabe, S. 35–45, 2019
- Danne, Wirtschaftsprivatrecht, 6. Aufl., Tübingen 2017
- Danne/Müller (Hrsg.), Ethik konkret!, Band 1, Erfolg mit Werten – Führungskräfte setzen Impulse, Tübingen 2017
- Danne/Wiesner, Was soll ich tun? Wertevermittlung in der Hochschule, Gedächtnisschrift für Holger Senne, 2016, S. 71–82
- Danne/Wiesner, Einbindung von Ehemaligen in die Qualitätsentwicklung des dualen Studiums, Online-Publikation, Essen, 2015, download: www.stifterverband.de/hds-ehemalige
- Danne/Keil, Wirtschaftsprivatrecht, Band 1, 5. Aufl., Berlin 2012
- Danne/Heider-Knabe, Personalwirtschaft, Berlin 2003
- Danne/Keil, Wirtschaftsprivatrecht, Band 2, Berlin 2001
- Von der fremdbestimmten Arbeitszeit zur „selbstbestimmten Arbeitnehmerbeschäftigung“, in: Festschrift für Alfred Söllner, hrsgg. von Köbler u. a., München 2000
- Becker/Danne/Lang/Lipke/Mikosch/Steinwedel: Gemeinschaftskommentar zum Teilzeitarbeitsrecht – GK-TzA, Neuwied 1987
- Das Job-sharing – Seine arbeits- und sozialversicherungsrechtliche Beurteilung nach Inkrafttreten des BeschFG 1985, Darmstadt/Neuwied 1986